# Rozłogi (województwo lubuskie)
Rozłogi – wieś w Polsce położona w województwie lubuskim, w powiecie świebodzińskim, w gminie Świebodzin.
W latach 1975–1998 miejscowość administracyjnie należała do województwa zielonogórskiego.

## Położenie
Wioska znajduje się przy ul. Zachodniej, która łączy się z drogą krajową nr 92 na zachód od Świebodzina w stronę Wilkowa; między jeziorem Wilkowskim (północno-zachodnia strona), a Jeziorem Tczcinno (południowo-wschodnia strona).

## Historia

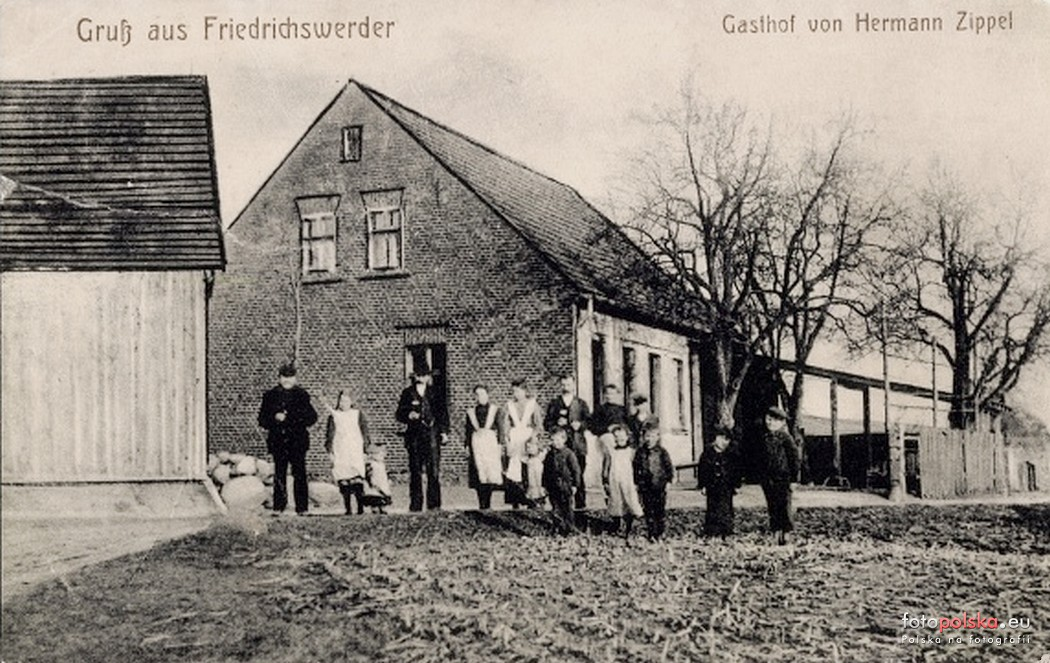
Mieszkańcy Friedrichswerder z lat 1905–1910 (obecnie Rozłogi)

Rozłogi zostały założone podczas trwania akcji zwanej kolonizacją fryderycjańską w latach 1774-1776 przez Friedricha Wilhelma von Sommerfeld. Dla kolonistów zostało przeznaczone 60 ha gruntów wydzielonych z majątku w Wilkowie. Początkowo pozwoliło to uposażyć dwudziestu gospodarzy w 3 ha gospodarstwa. Mały areał jaki otrzymywali koloniści gwarantował właścicielom majątku w Wilkowie dostęp do taniej siły roboczej. W celu uatrakcyjnienia nowo powstającej wsi fundator zagwarantował prawo dziedziczenia otrzymanych gruntów oraz zbudował w centrum założenia karczmę. Rozłogi zostały zasiedlone przez kolonistów przybyłych z Saksonii. W pierwszych latach od powstania wsi, powinności nowych mieszkańców wobec majątku w Wilkowie zostały określone specjalnymi umowami, które określały wysokości rocznych danin i pracy jaką mieszkańcy mieli nieodpłatnie wykonywać na dobrach wilkowskich. Późniejsze losy Rozłóg są ściśle powiązane z losami majątku w Wilkowie. 
W czasach gdy te tereny należały do państwa niemieckiego, wieś nazywała się Friedrichswerder.
W 1945 roku tereny te zostały włączone do Polski. 8 listopada 1945 roku na mocy Obwieszczenia Wojewody Poznańskiego jako Pełnomocnika Okręgowego Rządu Rzeczypospolitej Polskiej dla ziem odzyskanych z dnia 3 listopada 1945 roku, dot. nazw miejscowości na terenach odzyskanych i administracyjnie przyłączonych do województwa poznańskiego. Używane przez władze i urzędy dotychczasowe niemieckie nazwy miejscowości, zostały zastąpione nazwami polskimi. Nazwa wsi została zmieniona na Rozłogi.
Od 1984 roku sołtysem jest Zbigniew Kołodziej, który jest też radnym na Sejmik Województwa Lubuskiego V kadencji. Od 1995 roku wieś posiada świetlicę, w 2000 roku było 30 domów, a obecnie jest 60 domów.

## Demografia
Liczba ludności w poszczególnych latach:

## Sport

### KS Sokół Rozłogi
We wsi działa Klub Sportowy „Sokół Rozłogi”. Po raz pierwszy zespół został założony 4 kwietnia 1978 pod nazwą „Korona Rozłogi”, a jego pierwszym kapitanem został Henryk Góral, po jednym sezonie zespół przestał działać. Po raz drugi zespół został reaktywowany 11 listopada 1981 roku pod obecną nazwą „Sokół Rozłogi”, a jego kapitanem został Zbigniew Kołodziej, ale po sezonie znowu przerwano działalność. Po raz trzeci zespół został reaktywowany w 1999 roku. Obecnie zespół gra w B-klasie, jego prezesem jest Zbigniew Kołodziej.